# Mrinal Sen
Pour les articles homonymes, voir Sen.
Mrinal Sen, né le 14 mai 1923 à Faridpur (Présidence du Bengale du Raj britannique, actuel Bangladesh) et mort le 30 décembre 2018 à Calcutta (Inde), est un réalisateur indien bengali.
Il occupe une place particulière dans la production cinématographique indienne. Ses œuvres les plus connues en Europe sont Les Marginaux (1977) et Genesis (1986). Le cinéaste est considéré à travers son œuvre comme profondément marxiste et est une personnalité proche du Parti communiste d'Inde.

## Biographie
Issu d'une famille nombreuse de la moyenne bourgeoisie, Mrinal Sen grandit dans un contexte d'engagement dans la lutte nationaliste anti-coloniale britannique, et au sein d'un milieu éclairé. En effet sa famille rejette le système des castes et dénonce l'obscurantisme religieux.
En 1948, Sen rejoint l'IPTA (Indian People's Theatre Association) qui est l'organisation culturelle militante d'avant-garde affiliée au Parti communiste d'Inde et qui exerce une influence majeure sur le théâtre et le cinéma des années 1940-1950. Ses premiers films en seront marqués, empruntant le chemin de l'agitation politique, voire de la propagande (agit-prop). Son discours politique s'affinera, devenant plus personnel avec la maturité. Le premier combat qu'il mène est celui contre la misère et la famine : critiquant « les bonnes intentions » de l'humanisme bourgeois tagorien, Sen refuse de montrer une « pauvreté digne ». Car, pour lui, la peinture d'une « pauvreté digne » ne dérangera jamais la bonne conscience de l'establishment. Il ne pense pas pour autant que la simple description réaliste soit une solution positive. Il estime que « puisque la pauvreté, la sécheresse, les famines et l'injustice sociale sont des faits dominants de mon époque, mon travail en tant que réalisateur est d'en comprendre les raisons... (ce qui implique) un engagement politique et social. »
Son film Les Marginaux est présenté à la Quinzaine des réalisateurs en 1978 et Un jour comme un autre (Ek Din Pratidin) est sélectionné en compétition officielle au Festival de Cannes 1980.
Mrinal Sen est membre de la Rajya Sabha (chambre haute du Parlement indien) de 1997 à 2003.

## Filmographie sélective
- 1956 : L'Aurore (Raat Bhore)
- 1958 : Sous le ciel bleu (Neel Akasher Neechey)
- 1960 : Jour de noces (Baishey Shravana)
- 1961 : De nouveau (Punasha)
- 1964 : Le Chef (Pratinidhi)
- 1965 : Là-haut dans les nuages/Le Rêve éveillé (Akash Kusum)
- 1966 : Deux frères (Matira Manisha) (tourné en langue oriya)
- 1969 : Monsieur Shome (Bhuvan Shome)
- 1971 : Une histoire inachevée (Ek Adhuri Kahani) (tourné en langue hindi)
- 1971 : Interview, ou L'Entretien
- 1972 : Calcutta 71
- 1973 : Le Fantassin (Padatik)
- 1974 : Le Chœur (Chorus)
- 1976 : La Chasse royale (Mrigaya)
- 1977 : Les Marginaux (Oka Oorie Katha) (tourné en langues télougou et hindi)
- 1978 : L'Homme à la hache (Parashuram)
- 1979 : Un jour comme un autre (Ek Din Pratidin)
- 1980 : À la recherche de la famine (Akaler Sandhane)
- 1981 : Kaléidoscope (Chaalchitra)
- 1982 : Affaire classée (Kharij)
- 1984 : Les Ruines (Khandhar) (meilleur film au Festival de Chicago)
- 1985 : Franchement dit (Tasveer Apni Apni)
- 1986 : Genesis (Genesis)
- 1989 : Soudain un jour (Ek Din Achanak)
- 1991 : Monde intérieur, monde extérieur, ou Le Vaste Monde (Mahaprithibi)
- 1993 : Les Reclus (Antareen)
- 2002 : Ma Terre (Aamaar Bhuvan) (meilleur réalisateur au Festival du Caire)

## Distinctions

### Récompenses
- Prix Dadasaheb Phalke 2003.

#### National Film Award du meilleur long métrage
- Monsieur Shome (Bhuvan Shome)
- Le Chœur (Chorus)
- La Chasse royale (Mrigaya)
- À la recherche de la famine (Akaler Sandhane).

#### National Film Award du meilleur réalisateur
- Monsieur Shome (Bhuvan Shome)
- Un jour comme un autre (Ek Din Pratidin)
- À la recherche de la famine (Akaler Sandhane)
- Les Ruines (Khandhar).

#### Festival de Cannes
- Prix du jury en 1983 pour Affaire classée (Kharij).

#### Berlinale
- Grand prix du jury en 1981 pour À la recherche de la famine (Akaler Sandhane).

#### Festival international du film de Valladolid
- Espiga de Oro en 1983 pour Affaire classée (Kharij).

## Publication
Mrinal Sen a consacré un ouvrage à Charlie Chaplin : Charlie Chaplin, Kobi, Dacca  (ISBN 9789849118756).